# Ludwig zu Löwenstein-Wertheim-Freudenberg
Ludwig Karl zu Löwenstein-Wertheim-Freudenberg (* 19. Juli 1864 in Kreuzwertheim; † 26. März 1899 in Furageros bei Manila auf den Philippinen) war ein deutscher Standesherr und vierter Prinz zu Löwenstein-Wertheim-Freudenberg.

## Herkunft

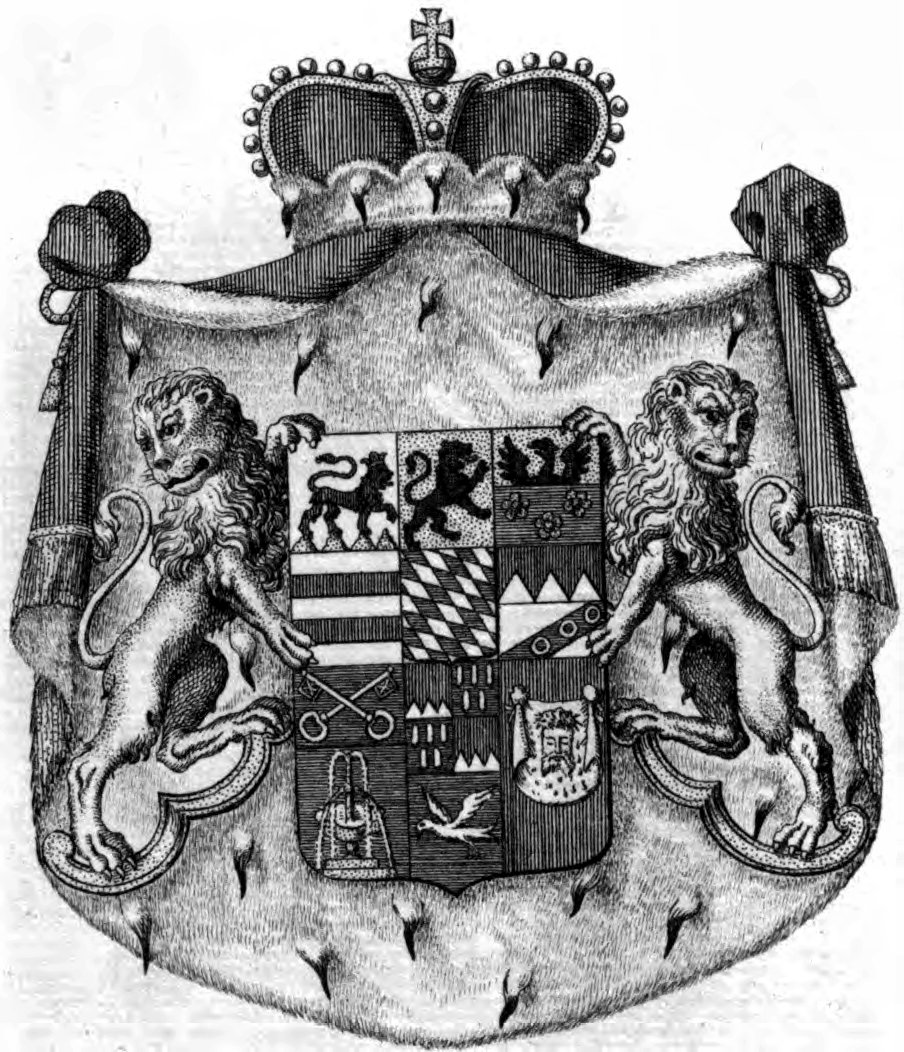
Wappen der Fürsten zu Löwenstein-Wertheim-Freudenberg

Das Adelsgeschlecht derer zu Löwenstein geht zurück auf den Wittelsbacher Friedrich I., den Siegreichen, Kurfürst von der Pfalz (1425–1476), dessen Kinder aus seiner morganatischen Ehe mit Clara Tott in der eigenen Dynastie nicht erbberechtigt waren, weshalb sie ein eigenständiges Adelsgeschlecht bildeten. Mit dem Tod des Grafen Ludwig III. von Löwenstein im Jahre 1611 entstanden die beiden Hauptlinien, die evangelische Linie Löwenstein-Wertheim-Virneburg (später Freudenberg) und die katholische Linie Löwenstein-Wertheim-Rochefort (später Rosenberg).

## Leben
Prinz Ludwig wurde am 19. Juli 1864 geboren. Er war der Sohn des Fürsten Wilhelm zu Löwenstein-Wertheim-Freudenberg (1817–1887) aus dessen Ehe mit Olga Clara, geborene Gräfin von Schönburg-Forderglauchau (1831–1868). Er hatte acht Geschwister.
Unter unklaren Umständen hat er Deutschland verlassen und ist nach London gezogen. Während seines Aufenthaltes in England hat er Lady Anne Savile, Tochter des John Savile, 4. Earl of Mexborough, geheiratet. Er hat am Spanisch-Amerikanischen Krieg und Philippinisch-Amerikanischen Krieg teilgenommen. Es ist nicht bekannt, welche Rolle er in beiden Kriegen spielte. Aus den Mitteilungen amerikanischer Presse geht hervor, dass Prinz Ludwig sich viele Monate lang in Manila aufhielt und dass er Zeuge der Schlacht in der Bucht von Manila am 1. Mai 1898 war. Ludwig ist am 26. März 1899 ums Leben gekommen. Prinzessin Anna hat von dem Tode ihres Mannes von der amerikanischen Botschaft in London erfahren.